# Iniciadora (canhoneira)
Iniciadora foi uma canhoneira operada pela Armada Imperial Brasileira, posteriormente Marinha do Brasil após 1889. A canhoneira foi a primeira experiência brasileira na construção de navios de guerra com casco de ferro. O projeto, de autoria do engenheiro naval João Cândido Brazil, se baseou nos planos das canhoneiras inglesas HMS Medina e HMS Medway. Após sua incorporação em 1885, foi enviada para a Flotilha do Mato Grosso. Em fevereiro de 1892, esteve inicialmente envolvida na insurreição separatista no estado de Mato Grosso ao lado dos rebeldes, porém a tripulação se rendeu aos legalistas em maio do mesmo ano. Foi aposentada em 1907. 

## Construção
A construção da canhoneira Iniciadora foi fruto do projeto da administração do Ministro da Marinha José Rodrigues Lima Duarte (1880–1882) de desenvolver navios de guerra inteiramente de aço e ferro. O objetivo era a construção de cinco canhoneiras de projeto do Engenheiro Naval Capitão-Tenente João Cândido Brazil, todas baseadas nos planos das canhoneiras inglesas HMS Medina e HMS Medway. Iniciadora tornou-se assim a primeira nave de guerra brasileira construída com casco de ferro. Seu nome faz jus a esse pioneirismo, sendo o único navio da marinha brasileira a ostentá-lo. A construção ficou a cargo do Arsenal de Marinha do Rio de Janeiro, antigo Arsenal de Marinha da Corte. Teve o batimento de quilha em 27 de outubro de 1881 feita pelo próprio imperador Pedro II do Brasil e lançamento ao mar em 21 de abril de 1883.
Aquando de seu lançamento ao mar, a canhoneira principiou-se a afundar devido à má instalação dos rebites do seu casco de ferro, por onde a água adentrou, principalmente devido à inexperiência dos seus operários dada a natureza inédita de sua construção. As obras de reparo sofriam constantes atrasos, visto que os operários da doca se dividiam na tarefa da construção desta e de outras canhoneiras, além dos reparos de outros navios já em serviço. A incorporação só ocorreu em 12 de maio de 1885.

## Características
Iniciadora tinha 270 toneladas de deslocamento total. Possuía 37,30 metros de comprimento total e 35 metros entre perpendiculares, 7,88 metros de boca, 2,44 metros de pontal, 1,65 metros de calado. A propulsão era constituída por um motor a vapor que gerava 260 HP de potência total do tipo compound, que acionava duas hélices e levava a embarcação a uma velocidade máxima de nove nós. O meio ofensivo principal era composta por dois canhões Armstrong de 120 milímetros, um a vante e outro a ré, e o secundário por quatro canhões Armstrong de 37 milímetros; duas metralhadoras Nordenfelt de 25 milímetros e outras quatro metralhadoras de calibre não especificado; o casco de estrutura fundida de ferro de Ipanema e chapas do revestimento e perfis de aço alemão era protegido da corrosão por um revestimento de madeira coberta por folhas de cobre. Possuía dois redutos blindados com chapa de aço de 10 milímetros de espessura que protegia os canhões. As características da Iniciadora tornava seu uso apenas para defesa costeira, águas abrigadas e nas fronteiras fluviais. A tripulação era composta por 51 oficiais e praças.

## Histórico
Após os testes de velocidade, foi incorporado à Flotilha do Mato Grosso em julho de 1885, onde passou toda sua carreia. Em fevereiro de 1892, irrompeu no Mato Grosso uma revolução liderada pelo ex-presidente do estado Antônio Maria Coelho, que havia sido removido da presidência um ano antes pelo presidente do Brasil Deodoro da Fonseca. No ano da revolta, Deodoro renunciou e Coelho tentou retornar ao poder proclamando a República Transatlântica do Mato Grosso. Obteve apoio do 7.º Regimento de Cavalaria Ligeira de Nioque, de cerca de 200 soldados do Exército Brasileiro e de três das quatro embarcações da Flotilha do Mato Grosso, incluindo a Iniciadora. As batalhas terrestres ocorreram na capital Cuiabá, Rosário e Corumbá.
Em maio, as forças separatistas já estavam quase vencidas. No dia 18, a Iniciadora aportou em Assunção, capital do Paraguai, com objetivo de fornecer informações sobre o que se passava em Mato Grosso. Contudo, a canhoneira foi impedida de retornar pelo governo paraguaio, ação solicitada pelo embaixador brasileiro em Assunção. O comandante da Flotilha de Mato Grosso que estava em Assunção, Capitão-Tenente Francisco Forjaz de Lacerda, ameaçou abrir fogo contra a Iniciadora com a canhoneira Taquari. Antes que houvesse alguma reação ofensiva da canhoneira rebelada, a tripulação decidiu se render a Lacerda. O conflito encerrou-se em julho. No ano seguinte, durante a Revolta da Armada, estava entre a frota leal ao governo estacionada em Montevideo, composta também pelo cruzador Tiradentes e o monitor Bahia. Na capital uruguaia, a Iniciadora realizava reparos gerais. Posteriormente, a canhoneira continuou na flotilha do Mato Grosso até ser aposentada em 26 de junho de 1907.